# قصر (فريمان)
قصر (بالفارسية: قصر) هي قرية تقع في قسم فريمان الريفي في إيران.